# Paul Maurice de Torrenté
Paul Maurice de Torrenté, né le 23 avril 1690 à Sion et mort dans la même ville le 10 août 1749, est un ecclésiastique et juriste sédunois.

## Biographie
Paul Maurice de Torrenté est le fils de Jean Nicolas Gabriel, notaire et magistrat (syndic, secrétaire de la bourgeoisie) de Sion, et d'Anne Catherine de Kalbermatten. Il suit des études de théologie de 1711 à 1719 et est ordonné prêtre à Vienne en 1716. 
Recteur des écoles de Sion de 1719 à 1734, il est chanoine titulaire en 1724, puis résident en 1733 du chapitre cathédral de Sion. Il devient chancelier épiscopal en 1734 et curé de la ville de 1734 à 1749. 
Militant pour la création d'un séminaire à Valère et pour confier aux jésuites l'enseignement de l'école latine de Sion, il fait don à la bourgeoisie de Sion, afin d'y installer un collège jésuite, de la maison de Platea,.
Juriste réputé, il est l'auteur d'un traité sur le droit successoral,.

## Publications
- De jure successionis (1724)